# Йерофания
Терминът „йерофания“ (от гръцки „ἱερός“ (hieros), озтачаващ „сакрален“ или „свещен“ иd „φαίνειν“ (phainein) означаващо „разкрива“ или „премествам, нося към светлина“) означава манифестацията на сакралното.

## В произведенията на Мирча Елиаде
Терминът „йерофания“ се появява често в работите на религиозния историк Мирча Елиаде като алтернатива на по-ограничаващия термин „теофания“ (божествено разкриване).
Елиаде твърди, че религията е базирана на остро разграничение между сакралното (Бог, богове, митически предшественици и т.н.) и на профанното. Според Елиаде човекът от традиционното общество, митовете описват „навлизането на сакралното (или 'свръхестествено') в света“ – което е йерофания.